# Chariez
Chariez ist eine Gemeinde im französischen Département Haute-Saône in der Region Bourgogne-Franche-Comté.

## Geographie

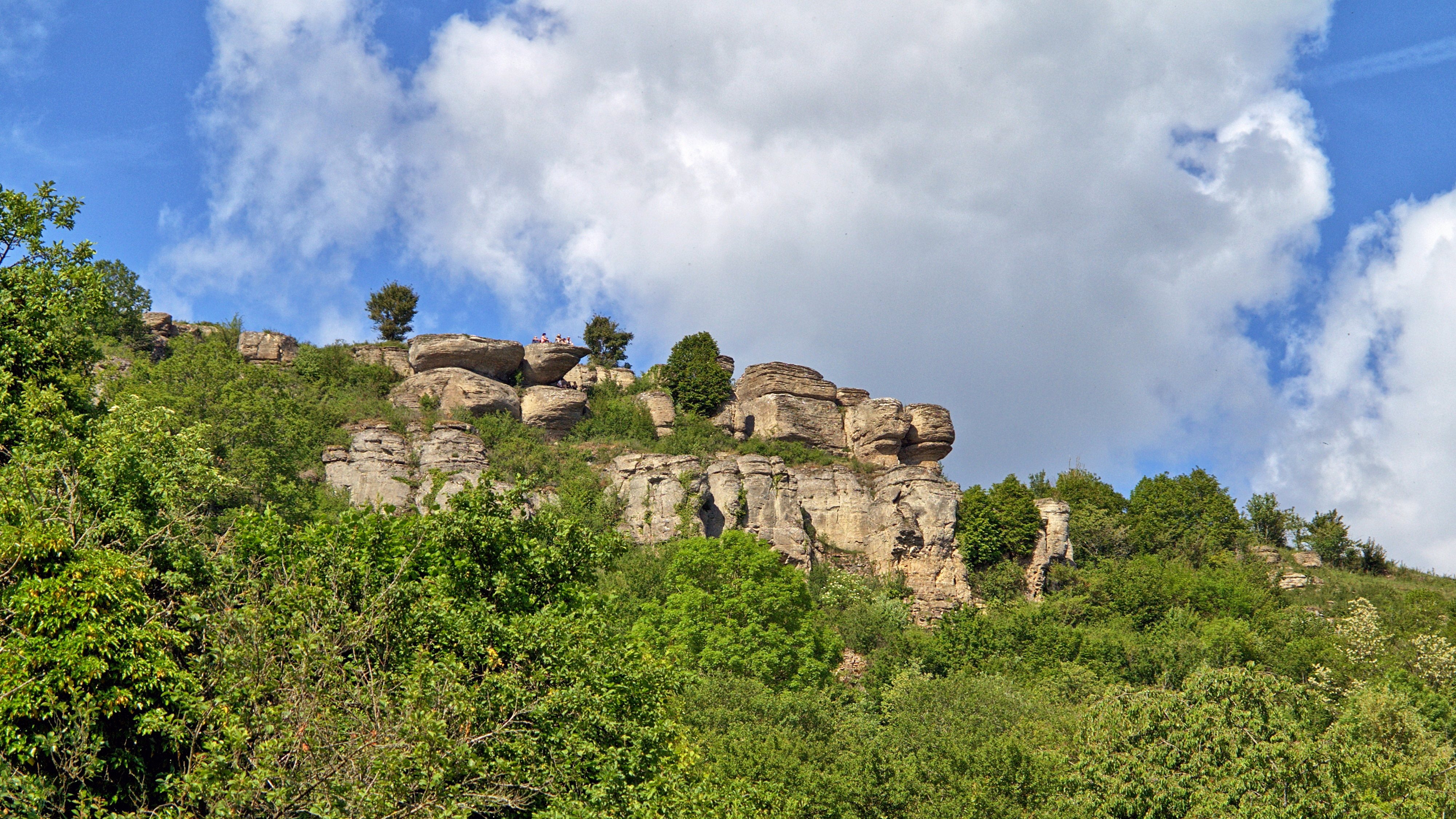
Die Felsen des Camp de César

Chariez liegt auf einer Höhe von 275 m über dem Meeresspiegel, etwa sechs Kilometer westlich von Vesoul (Luftlinie). Das Dorf erstreckt sich im zentralen Teil des Departements, in einer sich nach Westen zum Tal des Durgeon öffnenden Mulde am Fuß der Höhen, die sich zwischen den Flusstälern von Saône und Ognon erheben.
Die Fläche des 7,66 km² großen Gemeindegebiets umfasst einen Abschnitt im Bereich der Hügellandschaft zwischen Saône im Norden und Ognon im Süden. Der zentrale Teil des Gebietes wird von der Mulde von Chariez eingenommen. Diese wird durch den Dorfbach nach Westen zum Durgeon entwässert. Der westliche Gemeindeteil ist nur relativ schwach reliefiert und wird von der rund ein Kilometer breiten Talebene des Durgeon eingenommen. Die Niederung liegt auf durchschnittlich 215 m und wird überwiegend landwirtschaftlich genutzt. Jenseits des Durgeon-Tals reicht das Gebiet auf die Hochfläche von Montigny (bis 240 m).
Die Mulde von Chariez wird im Norden, Osten und Süden von einem Hochplateau umgeben, das abrupt zur Mulde abfällt. Die Oberkante des Hanges wird an verschiedenen Orten von Felszacken und -vorsprüngen gekrönt. Während in der Mulde sandig-mergelige Schichten des Lias anstehend sind, besteht die Hochfläche aus Kalksedimenten der mittleren Jurazeit. Im Norden der Mulde befindet sich das Plateau des Camp de César (386 m), im Süden dasjenige des Grand Bois de Lessus. Nach Südosten steigt dieses Plateau zur bewaldeten Kuppe des Bois de Noidans an, auf der mit 426 m die höchste Erhebung von Chariez erreicht wird.
Nachbargemeinden von Chariez sind Montigny-lès-Vesoul im Norden, Vaivre-et-Montoille und Noidans-lès-Vesoul im Osten, Andelarre und Mont-le-Vernois im Süden sowie Pontcey im Westen.

## Geschichte

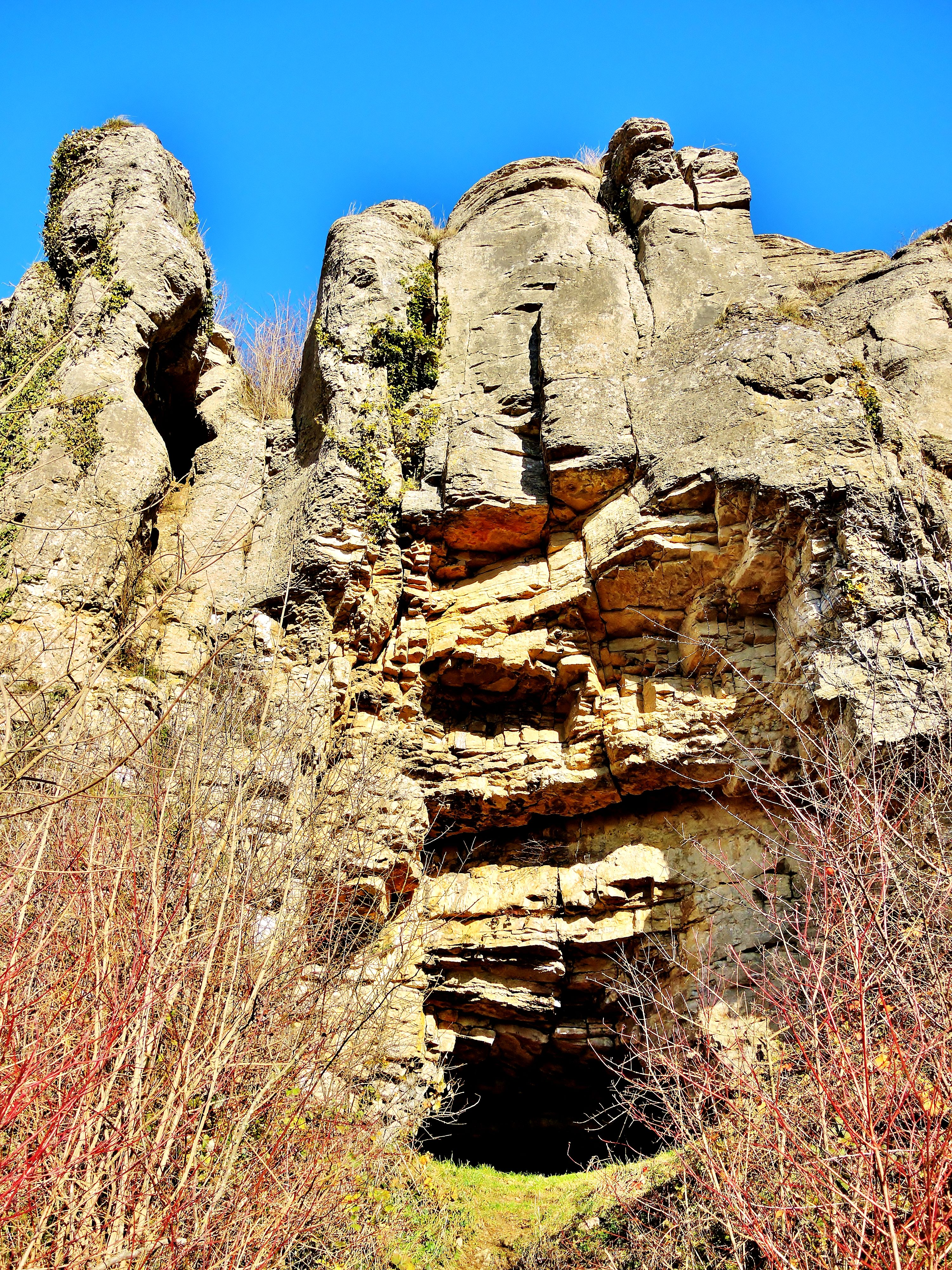
Grotte am Camp de César

Das Gemeindegebiet von Chariez war bereits in prähistorischer Zeit besiedelt. Auf dem strategisch hervorragend geschützten Vorsprung des Camp de César befand sich schon im Paläolithikum ein Siedlungsplatz.
Im Mittelalter gehörte Chariez zur Freigrafschaft Burgund und darin zum Gebiet des Bailliage d’Amont. Die gleichnamige Adelsfamilie erlosch im 14. Jahrhundert. Seit dem Mittelalter bildete Chariez eine Pfarrei. Auch der Malteserorden und die Familie Vergy hatten Grundbesitz auf dem Gebiet. Im Lauf der Zeit wurde Chariez mehrfach in Mitleidenschaft gezogen: 1360 durch die Grandes Compagnies, 1475 durch die Truppen unter Craon und 1477 durch die Lothringer. Zusammen mit der Franche-Comté gelangte das Dorf mit dem Frieden von Nimwegen 1678 definitiv an Frankreich. Heute ist Chariez Mitglied des 19 Ortschaften umfassenden Gemeindeverbandes Communauté de communes de l’agglomération de Vesoul.

## Sehenswürdigkeiten

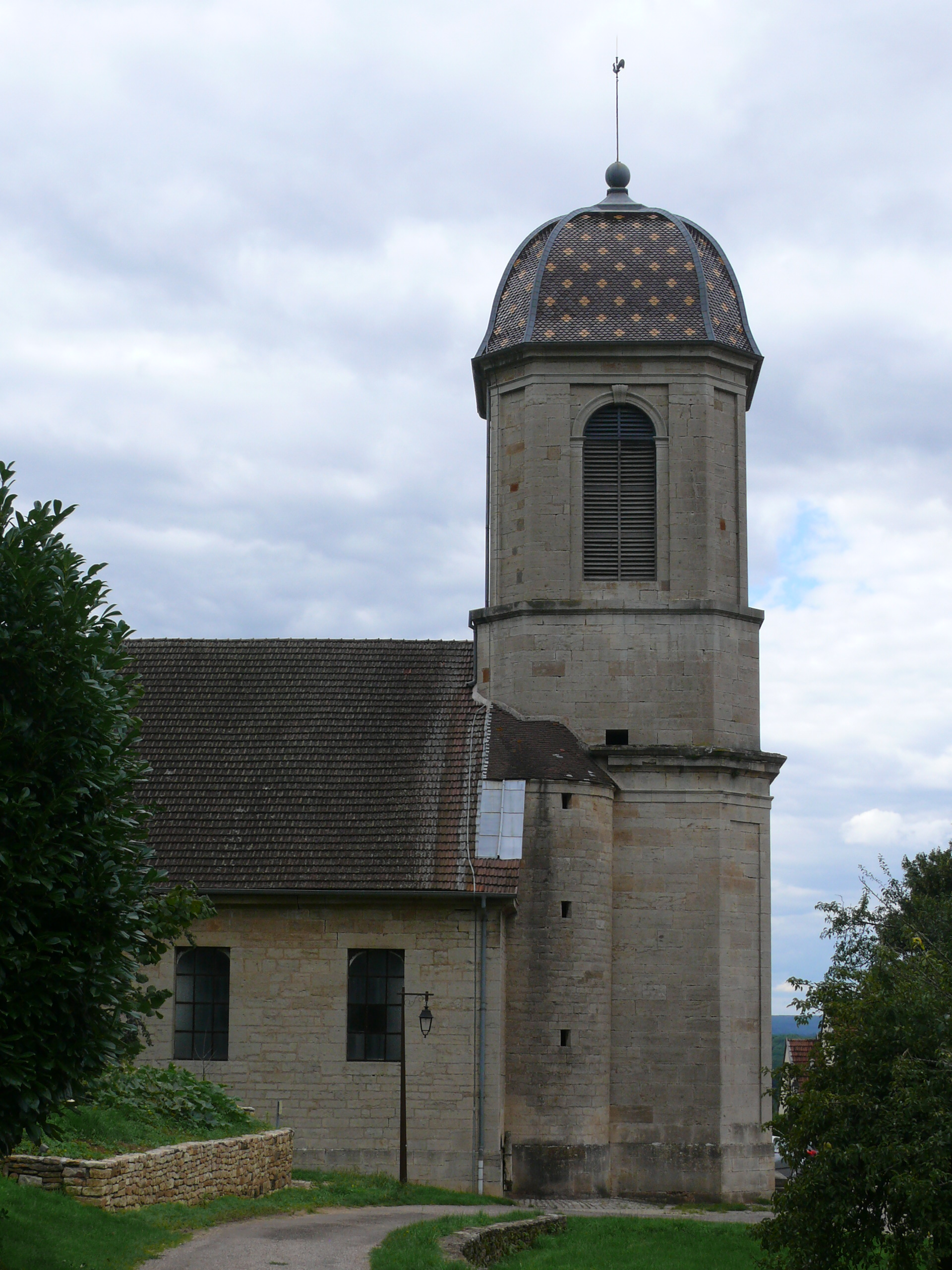
Himmelfahrts-Kirche

Die Himmelfahrts-Kirche von Chariez wurde Ende des 18. Jahrhunderts neu erbaut. Sie besitzt eine reiche Ausstattung, darunter Statuen aus dem 16. Jahrhundert, ein Kruzifix (17. Jahrhundert) und Mobiliar aus dem 18. Jahrhundert.
Von 1855 stammt die Kapelle Notre Dame de la Salette. Zu den weiteren Sehenswürdigkeiten zählen ein Steinkreuz auf dem Dorfplatz, der ehemalige Herrschaftssitz, verschiedene Winzer- und Bauernhäuser aus dem 15. bis 18. Jahrhundert im traditionellen Stil der Haute-Saône sowie ein Landhaus (18. Jahrhundert) der Jesuiten von Vesoul.

## Bevölkerung
| Jahr                       | 1962 | 1968 | 1975 | 1982 | 1990 | 1999 |
| Einwohner                  | 147  | 159  | 176  | 193  | 172  | 196  |
| Quellen: Cassini und INSEE |      |      |      |      |      |      |

Mit 220 Einwohnern (1. Januar 2022) gehört Chariez zu den kleinen Gemeinden des Département Haute-Saône. Nachdem die Einwohnerzahl in der ersten Hälfte des 20. Jahrhunderts deutlich abgenommen hatte (1886 wurden noch 510 Personen gezählt), wurden seit Mitte der 1970er Jahre nur noch relativ geringe Schwankungen verzeichnet.

## Wirtschaft und Infrastruktur
Chariez war bis weit ins 20. Jahrhundert hinein ein vorwiegend durch die Landwirtschaft (Ackerbau, Obstbau und Viehzucht) geprägtes Dorf. Der ehemals bedeutende Weinbau ist heute praktisch verschwunden. Heute gibt es einige Betriebe des lokalen Kleingewerbes. In den letzten Jahrzehnten hat sich das Dorf zu einer Wohngemeinde gewandelt. Viele Erwerbstätige sind deshalb Wegpendler, die in der Agglomeration Vesoul ihrer Arbeit nachgehen.
Der Ort liegt abseits der größeren Durchgangsachsen. Die Hauptzufahrt erfolgt von der  Departementsstraße D13, die von Vesoul nach Fresne-Saint-Mamès führt. Eine weitere Straßenverbindung besteht mit Andelarre. Chariez besitzt einen Bahnhof an der mittlerweile stillgelegten Eisenbahnlinie von Vesoul nach Gray.